# Ethelreda Nakimuli-Mpungu
La Dra. Etheldreda Nakimuli-Mpungu (1974), és una metgessa, professora titular, epidemiòloga i psiquitra del Departament de Psiquiatria de la Facultat de Medicina de la Universitat Makerere (Kampala, Uganda). La seva línia d’investigació s'ha centrat a enfortir l'evidència d’una psicoteràpia de suport grupal (GSP) culturalment adequada com a tractament de primera línia per a la depressió en persones portadores del virus VIH.

## Biografia
Es va graduar en Medicina a la facultat de Ciències de la Salut de Universitat Makerer l’any 1998 i de seguida va començar a treballar de Kampala, amb pacients amb trastorns mentals. Una vegada allà, es va adonar que un gran nombre del pacients que tenia, presentaven comorbilitat amb el fet de ser seropositius al virus del VIH. Aquest fet, li va fer pensar que seria convenient fer un abordatge comú de les dues malalties, però malauradament no va trobar res a la literatura científica que li servís com a base per implementar el tractament.
Per això, l’any 1999 fou pionera en començar a treballar en un abordatge comú a les persones que patien depressió i estaven infectades pel VIH. Amb els anys els seus estudis han estat publicats en revistes prestigioses com The Lancet i ha estat gualardonada amb el Elsevier Foundation Award a la investigadora més important del món en desenvolupament. Anteriorment, havia guanyat el Premi Internacional Fulbright de Ciència i Tecnologia pels seus estudis de doctorat (2007) i el Premi Internacional ASTRAZENECA/APIRE Young Minds in Psychiatry (2005) per demostrar ser una promesa excepcional en investigació sobre salut mental.
Entre 2001 i 2012, va proseguir els seus estudis des del Butabika National Referral Mental Hospital i el 2006 obtingué el títol de Màs en Psiaquitria. L’any 2014 va passar a ocupar el càrrec de directora de recerca fundació Peter C. Alderman.
El 2012 va obtenir el títol de doctora en epidemiologia psiquiàtrica per la Universitat John’s Hopkins.
Actualment, el seu equip utilitza el model Training of Trainers (TOT) per integrar el GPS a l’atenció primària a com a tractament de primera línia per a la depressió en zones remotes rurals del nord d'Uganda. El 2016, aquest treball li va valer la Medalla d’Honor de la Independència Nacional Presidencial. L'any 2020, la BBC la va destacar en la seva llista de les 100 dones més influents.